# Kirchenwimpel
Der Kirchenwimpel (rotes Kreuz auf weißem Grunde) war ein Wimpel der deutschen kaiserlichen Marine.

## Verwendung
Er wehte auf Kriegsschiffen der deutschen Marine während des Gottesdienstes am Heck über der Kriegs- oder Nationalflagge und zeigte an, dass dem Schiffe, solange er weht, jeder Besuch fernzuhalten ist.